# 千代田ファーストビル
千代田ファーストビル（ちよだファーストビル）は、東京都千代田区西神田3丁目にある、複数の高層ビルからなる複合施設。運営は住友不動産。

## 概要
「西神田三丁目北部西地区市街地再開発事業」として建設がおこなわれた。東館（地上17階・1998年10月竣工)・西館（地上32階・2004年1月竣工）・南館（地上14階・2007年10月竣工）の3棟のビルから構成される。
西館ならびに東館には集合住宅も入居しており、集合住宅部にはそれぞれ「ラ・トゥール千代田」（西館）、「千代田ファーストハイツ」（東館）の名称が付けられている。
西館は2004年度のグッドデザイン賞を受賞した。